# 郭崇嗣
郭崇嗣（？—？），字承芳，號草堂，直隸廣平府肥鄉縣人，民籍，明朝政治人物。

## 生平
嘉靖四十年（1561年）辛酉科順天府鄉試第十六名舉人。嘉靖四十一年（1562年）中式壬戌科會試第一百七十七名，三甲第一百九十一名進士。歷官大理寺右寺正，隆庆元年（1567年）九月升河南佥事，六年八月升湖廣右參議，萬曆四年（1576年）九月升陕西副使。

## 家族
曾祖郭忠，知府 贈中憲大夫；祖父郭郛，監察御史；父郭東，母王氏。慈侍下。